# 巴勒斯坦—南非關係
巴勒斯坦－南非關係，是指巴勒斯坦國與南非共和國兩國之間的關係。

## 雙邊關係
非洲人國民大會與巴勒斯坦解放組織有密切關係。南非前總統納爾遜·曼德拉與亞西爾·阿拉法特的關係密切。1994年南非大選後，兩國於1995年2月15日建立了外交關係。曼德拉曾訪問以色列和巴勒斯坦，呼籲雙方和平解決以巴衝突，另外，南非的一些著名人物如德斯蒙德·圖圖和羅尼·卡斯里爾批評以色列對巴勒斯坦人的待遇，認為以色列的行徑與昔日的南非種族隔離有相似之處。
代表120萬名南非工人的南非工會大會也指責以色列實行種族隔離制度，並支持抵制加拿大公共僱員聯盟以及抵制所有以色列產品。

## 加沙戰爭及其後續
在2008年加沙戰爭中，南非外交事務副部長法蒂瑪·哈加希呼籲以色列停止對加沙的軍事攻擊，並立即從邊境撤出其部隊，他說：「南非政府認為繼續對加沙的包圍是令人無法接受的。」南非外交部則發表聲明譴責以色列的暴力行動。南非方面又說：「加沙和以色列南部的暴力局勢使聯合國大會必須行使職權並公開表達對襲擊的譴責，並要求雙方立即停止軍事襲擊。」 並在聯合國安理會上也發出了類似呼籲。
2010年5月31日，南非國際關係與合作部發表聲明，強烈譴責「以色列對包括被佔領的西岸和加沙地帶在內的無辜平民的一切軍事侵略。」南非從以色列召回了大使，以色列大使亦被傳喚到國際關係與合作部並被南非方面譴責。在2014年以巴衝突期間，國際關係與合作部發言人克萊森·蒙妮拉（Clayson Monyela）表示，南非「強烈敦促各方避免以暴力應對暴力並克制，包括停止任意逮捕巴勒斯坦平民和對巴勒斯坦人實行的集體懲罰。」